# کزور
کزور یا کزور بالا، روستایی در دهستان کزور بخش مینان شهرستان سرباز در استان سیستان و بلوچستان ایران است. این روستا، مرکز دهستان کزور است.

## جمعیت
بر پایه سرشماری عمومی نفوس و مسکن در سال ۱۳۹۵، جمعیت این روستا برابر با ۵۱۱ نفر (۱۴۶ خانوار) بوده‌است.